# Cindy Roleder
Cindy Roleder (* 21. August 1989 in Karl-Marx-Stadt) ist eine ehemalige deutsche Leichtathletin, die auf den 100-Meter-Hürdenlauf und den Siebenkampf spezialisiert war. Über die Hürden war sie Deutsche Meisterin sowie Weltmeisterschafts- und Olympiateilnehmerin. Ihr größter Erfolg ist der Gewinn der Silbermedaille bei den Weltmeisterschaften 2015 in Peking.

## Berufsweg
2011 begann sie ihre Ausbildung bei der Bundespolizei und ist Polizeihauptmeisterin.

## Sportlicher Werdegang
Roleder wurde 2007 Deutsche Jugendmeisterin über 100 Meter Hürden und belegte bei den Junioreneuropameisterschaften in Hengelo den vierten Rang. 2008 verteidigte sie ihren nationalen Jugendmeistertitel erfolgreich und erreichte bei den Juniorenweltmeisterschaften in Bydgoszcz die Halbfinalrunde. Im folgenden Jahr qualifizierte sie sich bei den U23-Europameisterschaften in Kaunas ebenfalls für die Halbfinalrunde.
2010 siegte Roleder bei den Deutschen Juniorenmeisterschaften und qualifizierte sich durch ihren zweiten Platz bei den Deutschen Meisterschaften in Braunschweig für die Europameisterschaften in Barcelona. Bei ihrer ersten internationalen Meisterschaftsteilnahme im Erwachsenenbereich schied sie jedoch bereits im Vorlauf aus. 2011 belegte sie bei den Deutschen Hallenmeisterschaften in Leipzig den zweiten Platz im 60-Meter-Hürdenlauf und wurde vom DLV für die Halleneuropameisterschaften in Paris nominiert. Dort erreichte sie die Halbfinalrunde. Bei den U23-Europameisterschaften in Ostrava gewann sie im 100-Meter-Hürdenlauf in 13,10 s die Bronzemedaille. Eine Woche später siegte sie bei den Deutschen Meisterschaften in Kassel in exakt derselben Zeit. Kurz darauf steigerte sie ihre persönliche Bestleistung bei einem Meeting in Fribourg auf 12,91 s und unterbot damit die A-Norm des DLV für die Weltmeisterschaften in Daegu um fünf Hundertstelsekunden. Damit sicherte sie sich endgültig ihre Nominierung für die Welttitelkämpfe, die der Verband zuvor nur unter Vorbehalt ausgesprochen hatte. In Daegu erreichte sie die Halbfinalrunde, konnte sich aber trotz Einstellung ihrer Bestleistung nicht für das Finale qualifizieren.
Bei den Deutschen Hallenmeisterschaften 2012 in Karlsruhe siegte sie in neuer persönlicher Bestzeit von 7,96 s im 60-Meter-Hürdenlauf vor der Favoritin Carolin Nytra. In Istanbul schied sie kurz danach bei den Hallenweltmeisterschaften 2012 im Vorlauf aus. Im Freien wurde sie mit Einstellung der persönlichen Bestleistung Zweite bei den Deutschen Meisterschaften in Bochum-Wattenscheid und Siebte bei den Europameisterschaften in Helsinki. Sie startete bei den Olympischen Spielen 2012 in London und schied im Halbfinale mit 13,02 s aus.
Seit Herbst 2013 trainiert Cindy Roleder auch Siebenkampf und bestreitet nationale Wettkämpfe.
2014 gelang ihr der erste Medaillengewinn bei einer großen internationalen Veranstaltung, als sie bei den Europameisterschaften in Zürich in 12,82 s zu Bronze lief.
Am 28. August 2015, gewann sie bei den Weltmeisterschaften 2015 in Peking mit der persönlichen Bestzeit von 12,59 s die Silbermedaille.
2016 gewann sie den Titel in 12,62 s bei den Europameisterschaften in Amsterdam. Wenig später bei den Olympischen Spielen in Rio de Janeiro erreichte Roleder den fünften Platz mit nur 13 Hundertstelsekunden Abstand auf die Bronzemedaille.
2017 wurde sie über 60 Meter Hürden in Leipzig Deutsche Hallenvizemeisterin und Halleneuropameisterin in Belgrad. Ihre Freiluftsaison musste sie jedoch aufgrund einer anhaltenden Ischiasentzündung vorzeitig beenden und somit auf eine Teilnahme an den Weltmeisterschaften in London verzichten.
2018 konnte sich Roleder bei den Deutschen Hallenmeisterschaften in Dortmund den Meistertitel über die 60 Meter Hürden holen und kam bei den Hallenweltmeisterschaften in Birmingham mit 7,87 s auf den fünften Platz. Bei den Europameisterschaften 2018 in Berlin gewann sie hinter Elwira Herman und Pamela Dutkiewicz die Bronzemedaille.
Bei den Halleneuropameisterschaften 2019 in Glasgow gewann Roleder die Silbermedaille.
Roleder gab im Juli 2020, aufgrund der Schwangerschaft mit dem ersten Kind, eine Babypause bekannt. Die Olympischen Spiele 2020 in Tokio, welche aufgrund der Corona-Pandemie um ein Jahr nach 2021 verschoben wurden, hatte sie jedoch weiterhin im Visier.
2021 kehrte Roleder im Mai auf die Bahn zurück, erkannte aber, dass sie die Norm für die Olympischen Spiele nicht erreichen würde, da ihr der komplette Aufbau und die Grundlage für weitere Rennen fehlte und beendete noch im selben Monat die Saison, um sich wieder auf das Aufbautraining für 2022 zu konzentrieren.
Mit dem dritten Platz bei den Deutschen Hallenmeisterschaften 2023 in Dortmund beendete sie ihre aktive Karriere.

## Vereinszugehörigkeit
Bis 2007 war Roleder beim LAC Erdgas Chemnitz. Seit 2008 trainierte sie beim LAZ Leipzig. Seit dem 1. Januar 2017 startet Roleder für den SV Halle.

## Ehrungen
- Bei der Wahl zur Sportlerin des Jahres 2015 belegte Roleder den achten Platz.
- 2023 erhielt sie den Rudolf-Harbig-Gedächtnispreis.

## Bestleistungen

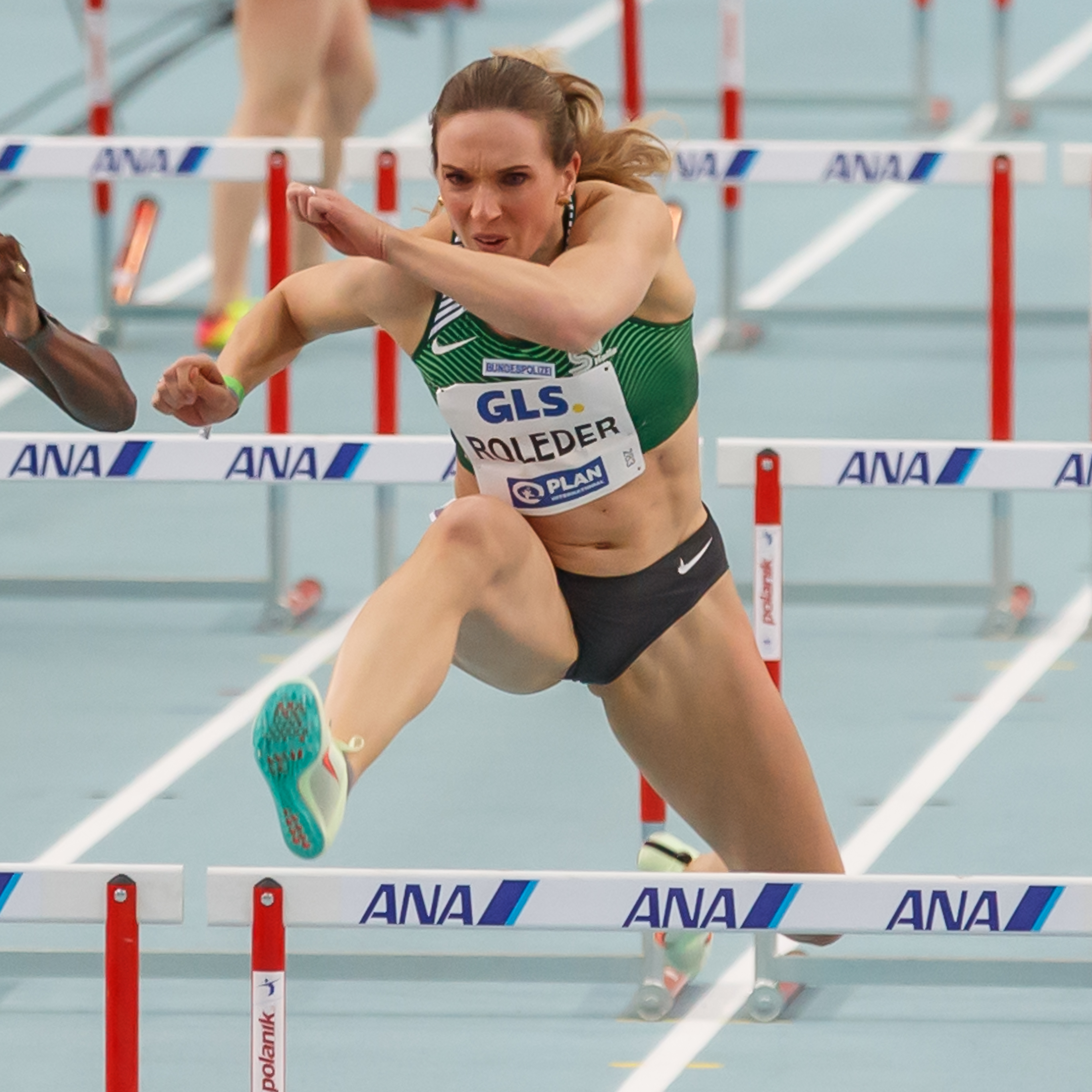
2022 bei den Deutschen Hallenmeisterschaften

(Stand: 18. Februar 2019)

### Freiluft
- 100 m Hürden: 12,59 s, 28. August 2015, Peking
- Siebenkampf: 6055 Punkte, 28. Juni 2015, Ratingen

### Halle
- 60 m Hürden: 7,84 s, 18. Februar 2017, Leipzig; 3. Februar 2018, Karlsruhe und 17. Februar 2018, Dortmund
- Fünfkampf: 4187 Punkte, 2. Februar 2014, Frankfurt-Kalbach